# Hoplitimyia constans
Hoplitimyia constans är en tvåvingeart som först beskrevs av Friedrich Hermann Loew 1872.  Hoplitimyia constans ingår i släktet Hoplitimyia och familjen vapenflugor. Inga underarter finns listade i Catalogue of Life.